# Alois Gotsmich
Alois Gotsmich (28. dubna 1895 Blažkov – 15. května 1974 Erlangen) byl sudetoněmecký klasický archeolog, filolog a epigrafik.
Alois Gotsmich pocházel ze selského rodu z jižních Čech. Narodil se v Blažkově (německy Laschkles, dnes část obce Omlenice). Do roku 1913 studoval na gymnáziu v hornorakouském cisterciáckém klášteře ve Wilheringu nedaleko od Lince. Maturoval na C. k. Německém státním gymnáziu v Českých Budějovicích. Po maturitě nastoupil ke studiu klasické archeologie, klasické filologie a historie na Německé univerzitě v Praze. Absolvoval v roce 1921 prací o starokrétském vázovém malířství. Nejvíce jej ovlivnili učitelé Alois Rzach, Heinrich Swoboda a především Wilhelm Klein, který jej k archeologii přivedl a jako jehož asistent Gotsmich později působil. Habilitoval se u Camilla Praschnikera prací Studien zur altgriechischen Kunst. V letech 1935–1945 působil na Německé univerzitě v Praze jako mimořádný profesor klasické archeologie, přednosta Archeologického institutu a ředitel Archeologicko-epigrafického semináře. V květnu 1945 byl vězněn, v říjnu 1946 pak vyhnán do německého uprchlického tábora Monheim u bavorského Donauwörthu. Roku 1947 přesídlil do Erlangen, kde znovu začal s vědeckou prací. V letech 1947–1954 vyučoval na filosoficko-teologických vysokých školách v Bamberku a v Řezně, od roku 1949 i na univerzitě v Erlangen, kde v letech 1954–1963 působil už jako profesor archeologie a epigrafiky, jakož i spolupřednosta archeologického semináře. Od 1. října 1963 se stal na univerzitě Erlangen-Nürnberg emeritním profesorem.